# Amphiblemma cymosum
Amphiblemma cymosum är en tvåhjärtbladig växtart som först beskrevs av Heinrich Adolph Schrader och Johann Christoph Wendland, och fick sitt nu gällande namn av Charles Victor Naudin. Amphiblemma cymosum ingår i släktet Amphiblemma och familjen Melastomataceae. Inga underarter finns listade i Catalogue of Life.

## Bildgalleri

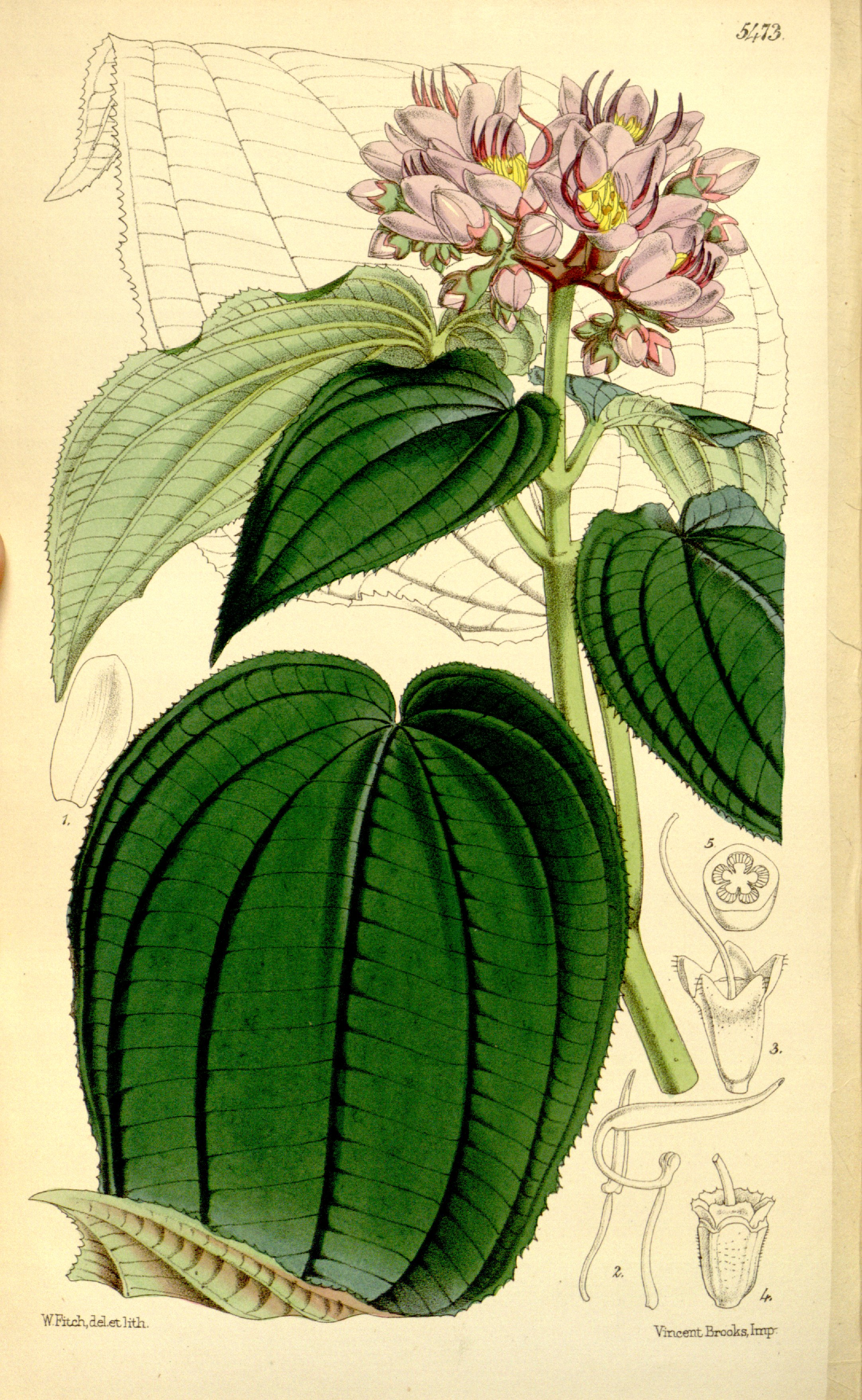